# Cefn Meiriadog
Cefn Meiriadog è un centro abitato del Galles, situato nella contea del Denbighshire.